# Arnasco
Arnasco ( , Arnascho o Arnasco in ligure) è un comune italiano sparso di 547 abitanti della provincia di Savona in Liguria. La sede del municipio è ubicata nella località Chiesa.

## Geografia fisica
Il territorio di Arnasco è posizionato nel tratto inferiore della dorsale montuosa di Castell'Ermo (1.092 m) - tra il monte Montenero (858 m), il monte Croce di Arnasco (646 m) e la Rocca Liverna (551 m) - lungo lo spartiacque della valli Arroscia, Pennavaire, Neva e la piana di Albenga.

## Storia

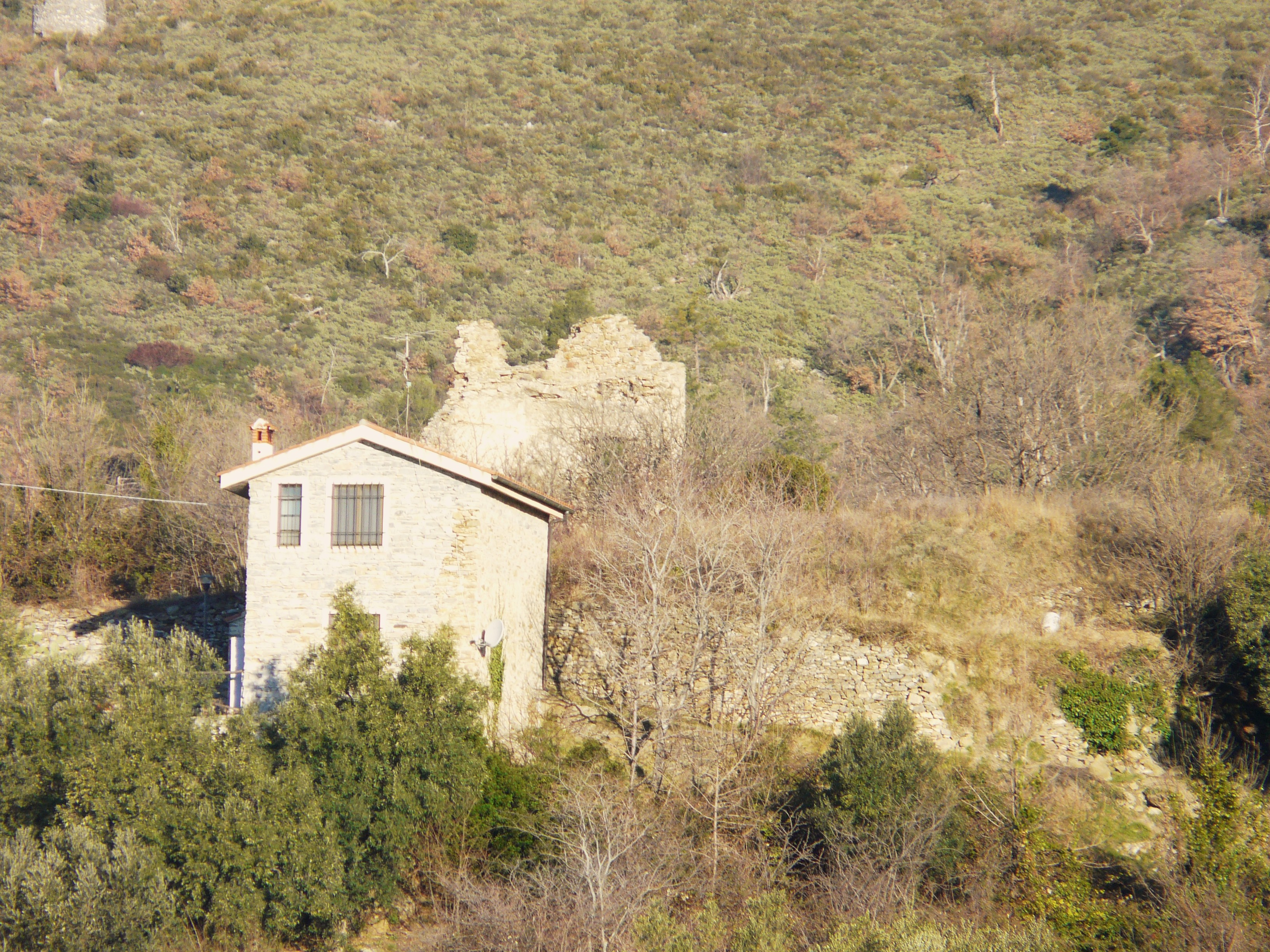
I ruderi del castello dei Del Carretto poco sopra l'abitato della località-capoluogo di Chiesa

Le antiche origini del territorio arnaschese vanno ricercate nella ormai scomparsa frazione di Arveglio, già presente in epoca romana e che fu abbandonata nel corso del XVI secolo quando, secondo lo storico genovese Agostino Giustiniani, il borgo contava nel 1537 all'incirca 250 persone (80 "fuochi", famiglie). L'ipotesi romana è supportata dal ritrovamento di antiche mura e centurioni agricoli nei pressi della chiesa protoromanica di San Dalmazzo - quest'ultima risalente ai secoli X-XI - che giace nel fondovalle accanto al rio Arveglio.
Le cinque frazioni (Villa Chiesa, Menosio, Bezzo, Arveglio e Cenesi) vennero inglobate in epoca medievale nella Castellania di Rivernaro che fu dominio della famiglia Clavesana, ma nel corso dei secoli XII e XIII, durante le plurisecolari cruente lotte tra i Clavesana ed il nuove emergente "libero" Comune di Albenga, la Castellania subì alcune amputazioni territoriali che ne dimezzarono l'ambito, limitandolo alle prime tre frazioni.
Al 1236 risale la divisione del territorio fra le famiglie Cazulini di Albenga e i Del Carretto del ramo di Balestrino. E furono i primi a seguito dell'inagibilità dei vecchi castelli carretteschi di Rivernaro e di Costiglione (i ruderi di quest'ultimo sono ancora oggi visibili al di sopra della località Chiesa) a costruire nel 1321 il castello dallo stile vagamente rinascimentale, conosciuto come Castel di Bezzo (ancora oggi abitato).

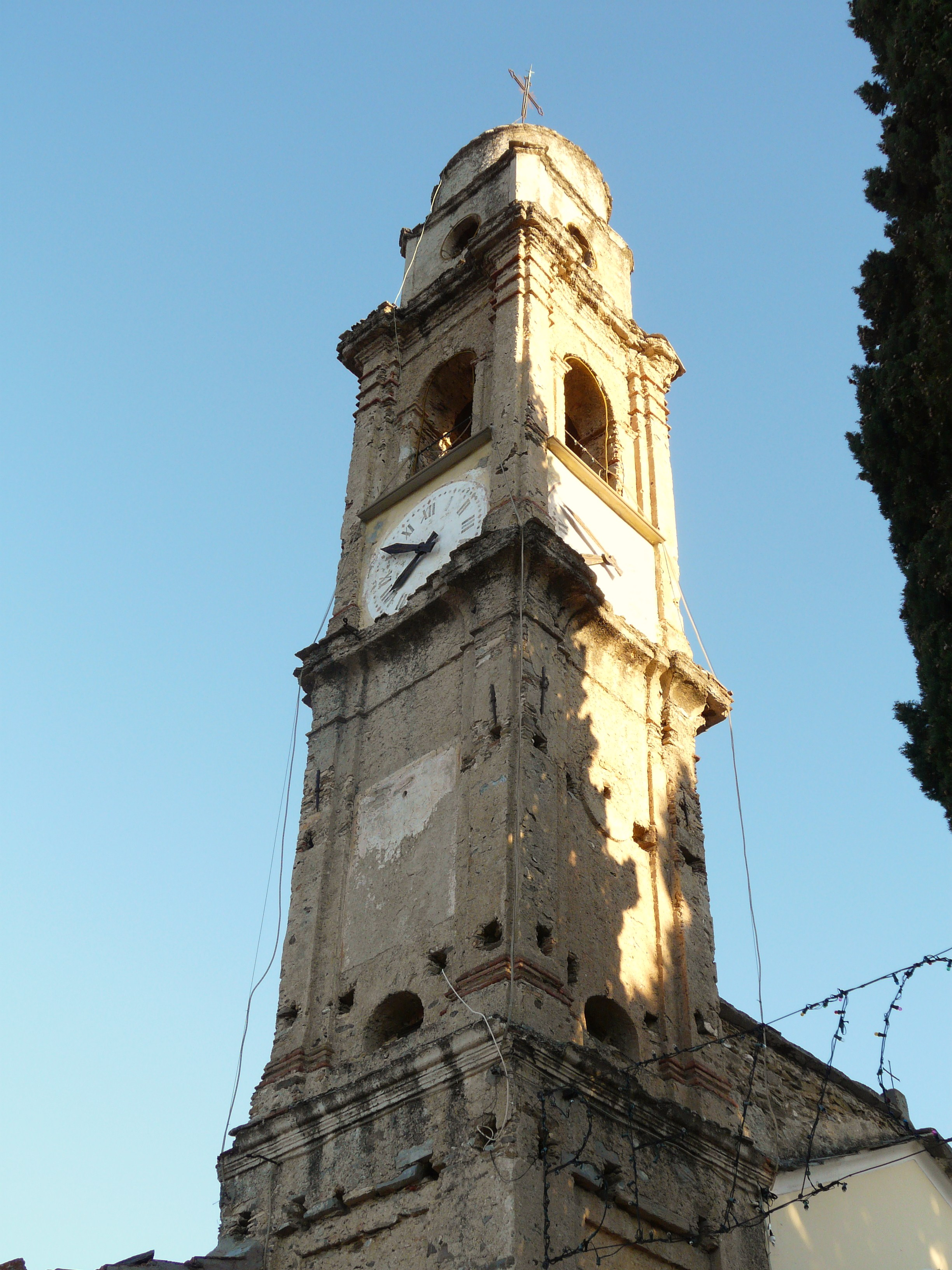
Il campanile dell'oratorio dei Santi Cosma e Damiano nella frazione di Bezzo

La Castellania di Arnasco, Cenesi e Rivernaro - feudo imperiale del Sacro Romano Impero - rimase di fatto sotto il controllo della famiglia ingauna fino al 1753, quando per successione ereditaria passò nella seconda metà del XVIII secolo alla famiglia dei Costa di Albenga - legata al ramo di Balestrino dei Del Carretto - che ne conservò il possedimento anche dopo il passaggio di questo territorio nel Regno di Sardegna a partire dal 1735 per le decisioni preliminari del trattato di Vienna.Con la successiva dominazione napoleonica, e la soppressione dei feudi imperiali nel 1797, i territori di Arnasco e Cenesi furono uniti in un'unica municipalità che rientrò nel Dipartimento del Letimbro, con capoluogo Savona, all'interno della Repubblica Ligure. Dal 28 aprile del 1798 fece parte del I cantone, con capoluogo Albenga, della Giurisdizione di Centa e dal 1803 centro principale del IV cantone della Centa nella Giurisdizione degli Ulivi. Annesso al Primo Impero francese, dal 13 giugno 1805 al 1814 venne inserito nel Dipartimento di Montenotte.
Solamente nel 1815 i due maggiori centri dell'ex Castellania acquisirono una propria indipendenza comunale - nel nuovo comune di Arnasco rientrarono le frazioni di Bezzo e Menosio - ed inglobati nella provincia di Albenga del Regno di Sardegna così come stabilì il Congresso di Vienna del 1814. Annesso al Regno d'Italia dal 1861, dal 1859 al 1926 il territorio arnaschese fu compreso nel I mandamento di Albenga del circondario di Albenga facente parte della provincia di Genova; nel 1927 con la soppressione del circondario ingauno passò, per pochi mesi, nel circondario di Savona e, infine, sotto la neo costituita provincia di Savona.
Dal 1973 al 31 dicembre 2008 ha fatto parte della Comunità montana Ingauna e, con le nuove disposizioni della Legge Regionale nº 24 del 4 luglio 2008, ha fatto parte fino al 2011 della Comunità montana Ponente Savonese.
Dal 2014 al 2024 ha fatto parte dell'Unione dei comuni della vite e dell'ulivo.

### Simboli
Stemma
Nello stemma è rappresentato un forte, accompagnato da un ramoscello fruttato d'ulivo, simbolo della produzione olearia, una tra le principali risorse economiche del paese.
Gonfalone

Il gonfalone è stato concesso con decreto del presidente della Repubblica del 5 settembre 1995.

## Monumenti e luoghi d'interesse

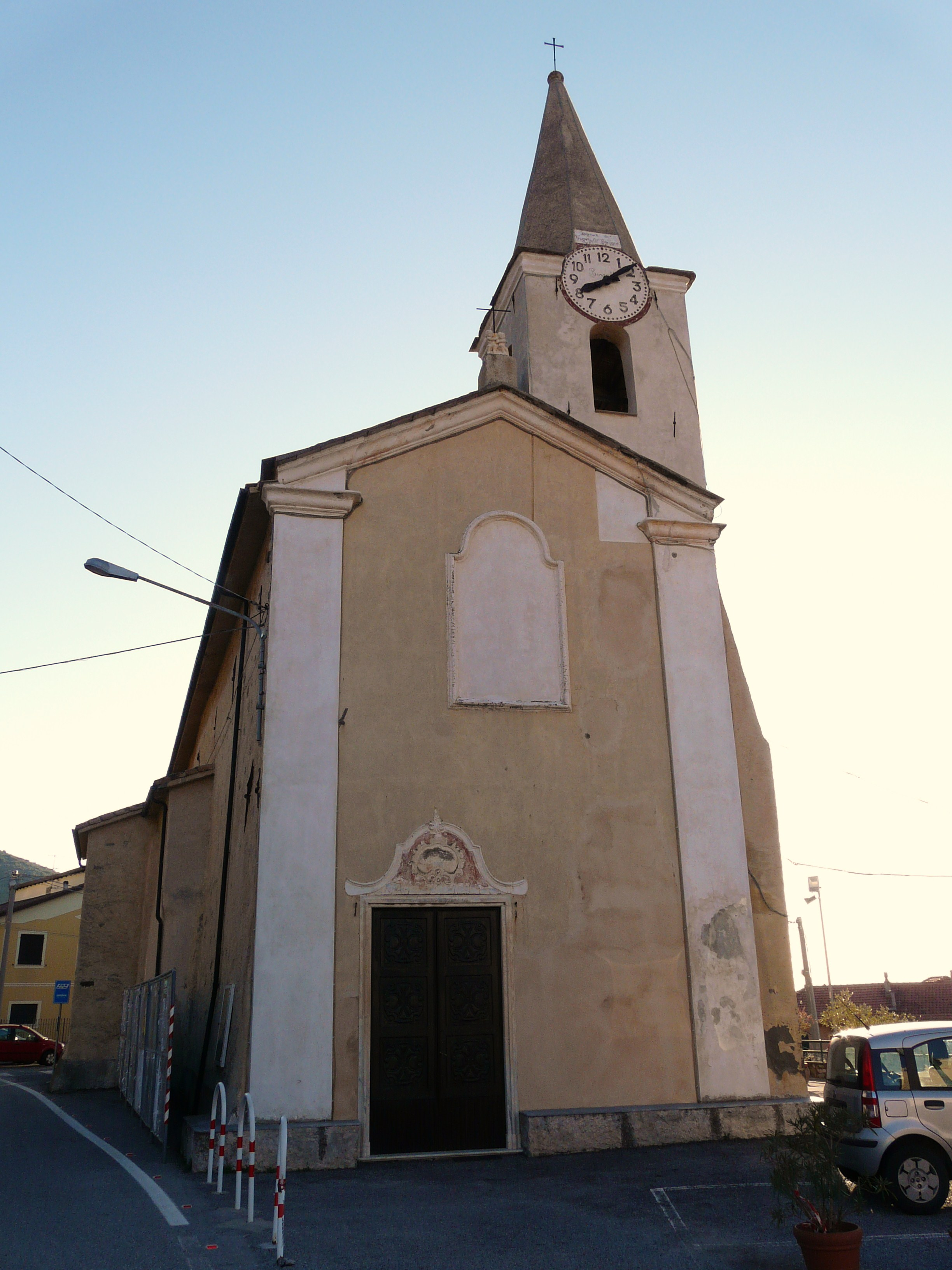
La chiesa parrocchiale di Nostra Signora Assunta nella località-capoluogo di Chiesa

### Architetture religiose
- Chiesa parrocchiale di Nostra Signora Assunta nel capoluogo. Rivisitata nelle forme barocche nel corso del XVI secolo presenta nel suo interno pregiate opere d'arte quali il dipinto del Battesimo di san Giovanni Battista (datato al XVII secolo), una statua della Madonna del Rosario e il tabernacolo in marmo del Gaggini (1536) presso l'altare maggiore rinascimentale.
- Oratorio di San Bartolomeo nel capoluogo, posto di fronte alla parrocchiale e il più antico insediamento religioso del territorio arnaschese.
- Oratorio dei Santi Cosma e Damiano nella frazione di Bezzo. Eretto nel Settecento si conserva in buono stato strutturale.
- Chiesa di San Pantaleo nella frazione di Menosio, conserva un antico crocifisso in ottone.

### Architetture militari
- Castello dei Cazulini nella frazione di Bezzo. Costruito intorno al XIV secolo dalla famiglia Cazulini di Albenga, all'entrata del paese, è stato successivamente posto nel tempo a modifiche strutturali, modificandone quasi l'aspetto.
- Ruderi del castello dei Del Carretto del ramo di Balestrino nel capoluogo, costruito intorno al XIII secolo.
- Forte di Rocca Liverna. Una postazione militare sabauda ottocentesca, ottimamente conservata e in parte restaurata, fu costruito a 500 m s.l.m., sulle rovine del castello di Rivernaro per poter tenere sott'occhio i movimenti della piana di Albenga e delle vallate circostanti. Sui muri degli alloggiamenti si leggono ancora le numerose scritte lasciate dai soldati e alcuni alloggiamenti ancora conservano il tetto in legno originale. La polveriera è intatta e si affaccia su uno strapiombo. I camminamenti per le truppe e le sentinelle sono stati restaurati con interventi manutentivi che non hanno stravolto della fabbrica originale.

### Architetture civili
- Torre di Davide (o "Ture de Davì") poco sopra l'abitato della frazione di Menosio. Eretta nel XVIII secolo presenta una struttura conica in pietra. Leggende e tradizioni locali affermano che tale torre sia stata eretta da una sola persona, il pastore locale Davide Badoino, a testimonianza dell'arte costruttiva dei muro a secco.

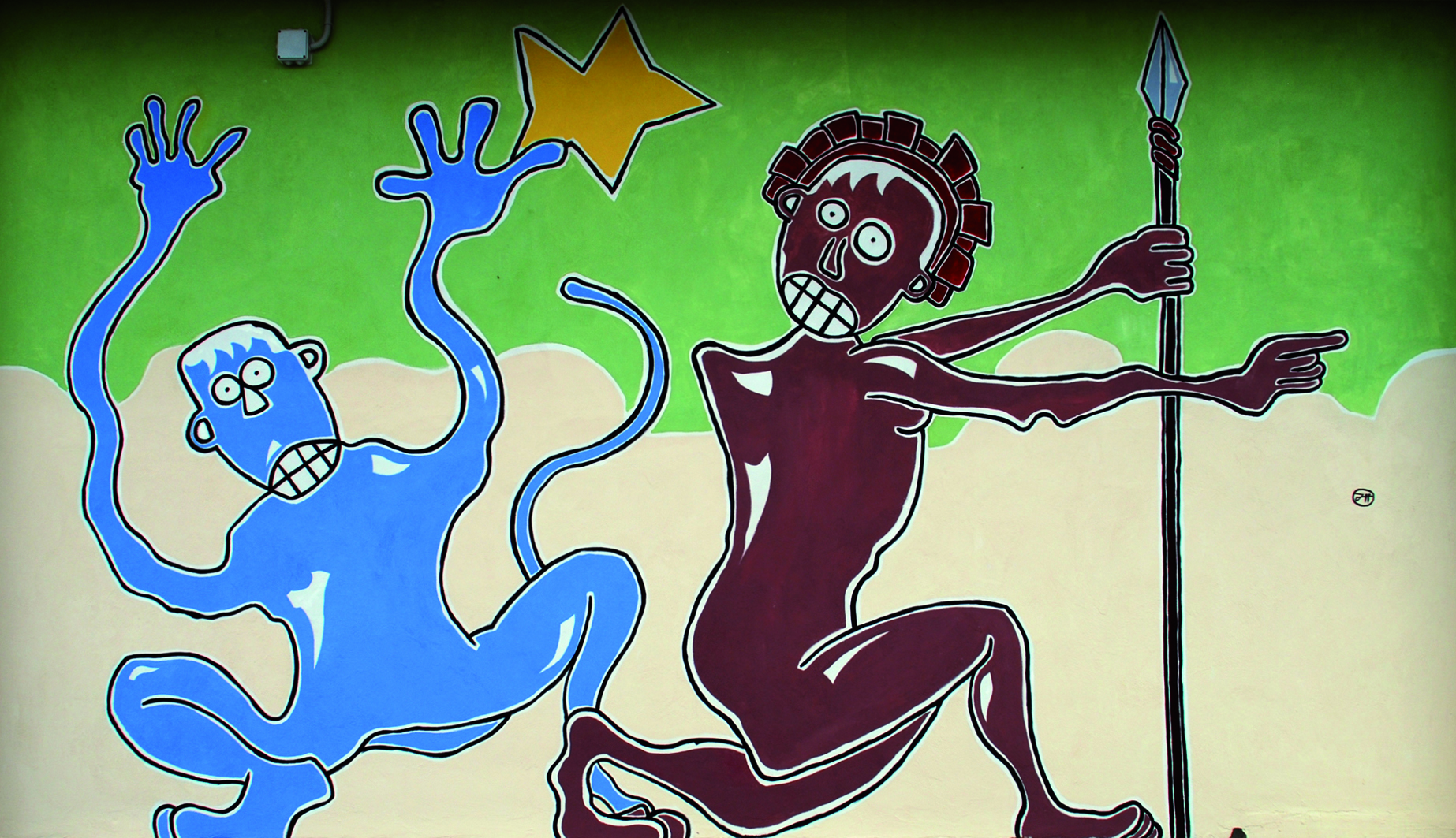
Murales di Filippo Biagioli a Arnasco

- Murales di Filippo Biagioli a ArnascoMurales di Arnasco. A partire dalla metà degli anni novanta del Novecento è stata iniziata una grande opera di decorazione dei muri che corrono lungo la strada provinciale 35 che attraversa il paese. Spiccano quattro pareti dipinte dall'Artista Filippo Biagioli.  Artisti professionisti e non si sono adoperati nella realizzazione di opere che richiamano i temi della civiltà contadina e del territorio ligure, iniziativa cresciuta sempre più negli anni e giunta a comprendere diverse decine di dipinti murari.

## Società

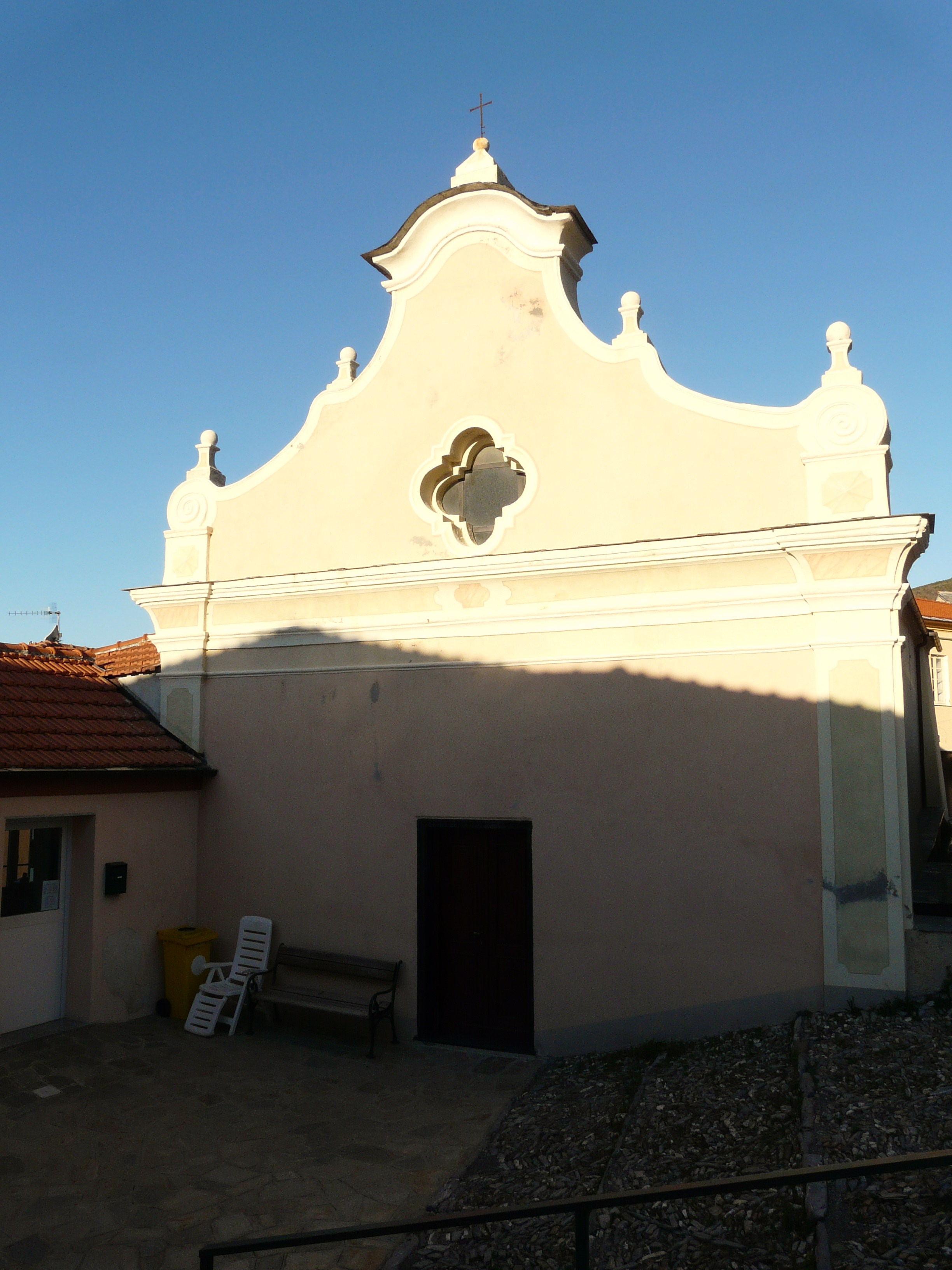
L'oratorio di San Bartolomeo nella località-capoluogo di Chiesa

### Evoluzione demografica
Abitanti censiti

### Etnie e minoranze straniere
Secondo i dati Istat al 31 dicembre 2019, i cittadini stranieri residenti ad Arnasco sono 89, così suddivisi per nazionalità, elencando per le presenze più significative:
1. Marocco, 46

## Cultura

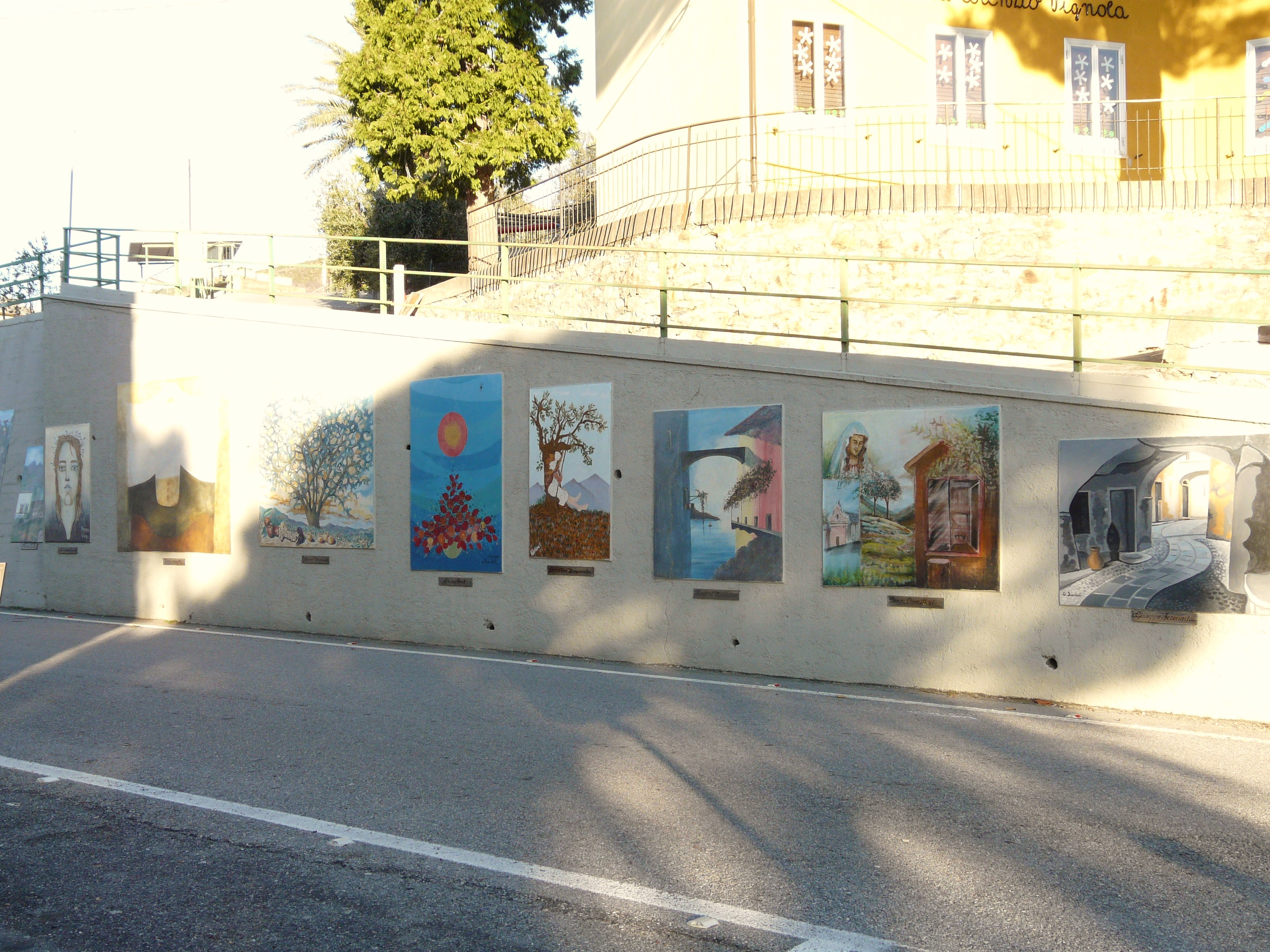
I murales di Arnasco

### Istruzione

#### Musei
- Museo dell'olivo e della civiltà contadina.

## Geografia antropica
Il territorio comunale comprende le frazioni di Bezzo e Menosio - poste su terrazzamenti intorno ai 250-300 m s.l.m. - e le borgate storiche di Costa da Moglia, Postiglione e Prato per una superficie di 6,09 km².
Confina a nord con i comuni di Vendone e Castelbianco, a sud con Ortovero e Albenga, ad ovest con Vendone, ad est con Castelbianco, Zuccarello e Cisano sul Neva.

## Economia
Il comune si basa principalmente sull'attività agricola e ai suoi prodotti naturali. Rilevante la coltivazione dell'ulivo, in particolare della varietà pignola, denominata anche arnasca da cui ne viene ricavato un pregiato olio extravergine di oliva.
Il turismo, in particolare quello enogastronomico, è un'altra voce importante dell'economia del paese: sono presenti sul territorio diversi agriturismi, alberghi e ristoranti che offrono la possibilità di gustare piatti e vini tipici della cucina ligure.

## Infrastrutture e trasporti

### Strade
Il territorio comunale di Arnasco è attraversato principalmente da due strade provinciali: la SP 19 che collega la parte più orientale (Bezzo) con l'entroterra di Albenga, mentre la SP 35 permette il collegamento stradale della zona occidentale arnaschese (Chiesa e Menosio) con Vendone.

## Amministrazione

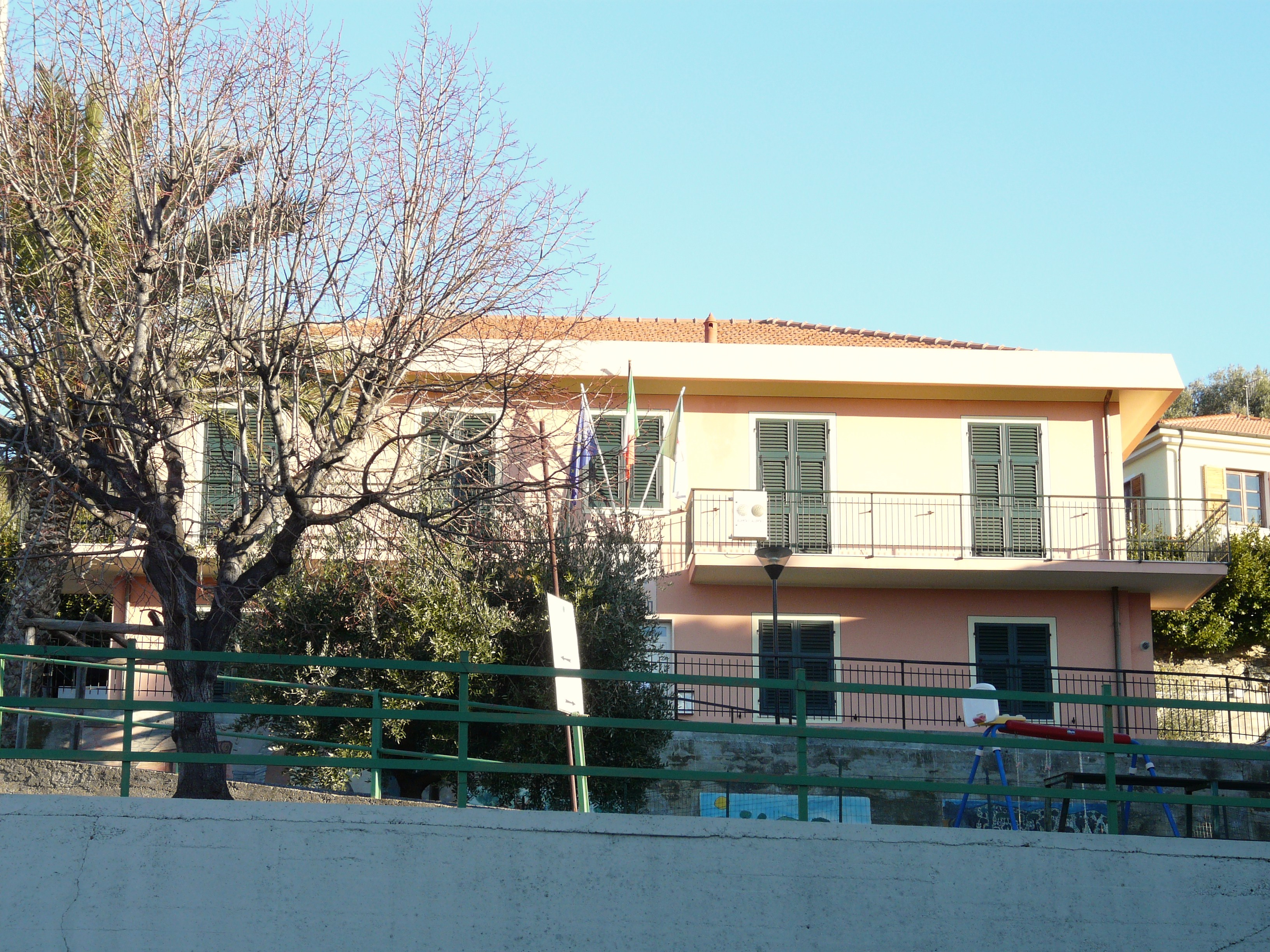
Il municipio

| Periodo        | Periodo        | Primo cittadino      | Partito                            | Carica  | Note |
| -------------- | -------------- | -------------------- | ---------------------------------- | ------- | ---- |
| 14 aprile 1986 | 24 maggio 1990 | Alfredino Gallizia   | Partito Comunista Italiano         | Sindaco |      |
| 24 maggio 1990 | 24 aprile 1995 | Ottavio Tomatis      | Partito Socialista Italiano        | Sindaco |      |
| 24 aprile 1995 | 14 giugno 1999 | Ottavio Tomatis      | lista civica                       | Sindaco |      |
| 14 giugno 1999 | 14 giugno 2004 | Pier Giorgio Giraldi | lista civica                       | Sindaco |      |
| 14 giugno 2004 | 8 giugno 2009  | Pier Giorgio Giraldi | lista civica                       | Sindaco |      |
| 8 giugno 2009  | 25 maggio 2014 | Alfredino Gallizia   | Insieme per Arnasco (lista civica) | Sindaco |      |
| 25 maggio 2014 | 27 maggio 2019 | Alfredino Gallizia   | Uniti per Arnasco (lista civica)   | Sindaco |      |
| 27 maggio 2019 | 10 giugno 2024 | Matteo Mirone        | Insieme per Arnasco (lista civica) | Sindaco |      |
| 10 giugno 2024 | in carica      | Matteo Mirone        | Insieme per Arnasco (lista civica) | Sindaco |      |

### Gemellaggi
Arnasco è gemellata con:
- Brading, dal 2004[senza fonte]
- Río Cauto[senza fonte]